# Georgi Keçaari
Georgi Avetisoviç Keçaari (en cirílico ruso: Георгий Аветисович Кечаари, Nij, 25 de julio de 1930-Nij, 8 de septiembre de 2006) fue un filólogo, traductor y escritor azerí de etnia udí.

## Biografía
Se licenció en estudios orientales en la Universidad Estatal de Bakú. Tras graduarse, volvió a su localidad natal y trabajó de maestro escolar. Durante mucho tiempo fue responsable de la sociedad cultural y educativa udí, Orayin.

## Obra
Autor de varios libros y artículos sobre el udí y padre de la literatua moderna en ese idioma en su tímido despertar en los años 1930, fue uno de los creadores de un alfabeto udí de base latina. También ayudó a establecer el programa de udí para primaria para el que realizó varios textos.

## Obras
- Nana ochal[3] (1996), colección de trabajos de diversos autores sobre el udí
- Orayin[4] (2001), colección de textos del folclore udí.
- Buruxmux[5] (2001) antología de más de 150 autores de la literatura azarí traducidos a udí y obra original udí de Kechaari
- Ocaq başında rəqs(2002), colección de folclore udi (2002, en azarí)
- Udinlərdə ənənəvi toy mərasimləri, trabajo etnográfico sobre las bodas udi (2003, en azarí)